# Camós
Camós – gmina w Hiszpanii, w prowincji Girona, w Katalonii, o powierzchni 15,35 km². W 2011 roku gmina liczyła 677 mieszkańców.